# ESV Ingolstadt-Ringsee
Der Eisenbahner-Sportverein Ingolstadt-Ringsee ist ein Mehrspartensportverein aus dem Ingolstädter Stadtteil Ringsee, der durch die Erfolge seiner Fußball-Abteilung Bekanntheit erlangte. Die Vereinsfarben sind Schwarz und Weiß. Betrieben werden heute Aikido, Angeln, Badminton, Basketball, Faustball, Floorball, Handball, Judo, Karate, Leichtathletik, Radsport, Roundnet, Segeln, Tanzsport, Tennis, Tischtennis, Triathlon, Turnen, Volleyball.

## Geschichte
Bei der Gründung 1919 hieß der Verein FC Viktoria Ingolstadt, ab Oktober 1921 VfR Ingolstadt. Am 6. Juni 1925 wurde die Fusion mit der Spielvereinigung aus Ringsee, die sich im Zuge der reinlichen Scheidung vom TV Ringsee abgespalten hatte, zum VfB Ingolstadt-Ringsee vollzogen. Dessen Fußballmannschaft spielte von 1936 bis 1938 in der Gauliga Bayern erstklassig.
Nach dem Zweiten Weltkrieg wurde der Verein am 28. Dezember 1946 unter der Bezeichnung VfL Ingolstadt-Ringsee erneut gegründet, über Erster-SV Ingolstadt-Ringsee (ab 1. Juni 1951) änderte man den Namen schließlich Ende 1953 in Eisenbahner-Sportverein Ingolstadt-Ringsee e. V. Die Fußballabteilung gewann 1979 nach Finalspielen gegen Hertha Zehlendorf die deutsche Amateurmeisterschaft und spielte von 1979 bis 1981 in zwei Spielzeiten in der 2. Bundesliga. 2004 ging die ESV-Fußballabteilung im FC Ingolstadt 04 auf, seither wird beim ESV kein Fußball mehr gespielt.

## Persönlichkeiten
Insgesamt 31 Spieler absolvierten in den zwei Zweitligajahren mindestens ein Ligaspiel für den ESV Ingolstadt. Die meisten Einsätze erreichte Werner Michalka (66) vor Norbert Hartmann (64), Herfried Ruhs (63), Dušan Bašić (59) und Dieter Schwemmle (58). Franz Gerber war mit 23 Toren der erfolgreichste Torschütze der ESV-Zweitligaära. Ihm folgen Herfried Ruhs (16), Werner Killmaier (14), Dušan Bašić (13) und Dieter Schwemmle (11). Zwei ausländische Spieler liefen für den ESV Ingolstadt in der 2. Bundesliga auf. Während der Jugoslawe Dušan Bašić in 59 Einsätzen 13 Tore erzielte, kam sein Landsmann Blagoje Slijepčević auf 47 Einsätze und zwei Tore.

### Zweitligaspieler des ESV
| - Dušan Bašić (59/13) - Willibald Benz (41/0) - Josef Bittl (55/8) - Karl Dressel (32/0) - Hans Fischl (29/8) - Franz Gerber (36/23) - Uli Hackner (10/2) - Norbert Hartmann (64/9) | - Hartmut Höcher (27/3) - Gerhard Hummel (28/0) - Gustav Jung (1/0) - Ludwig Kellner (10/0) - Werner Killmaier (38/14) - Peter Krzyzanowski (32/1) - Heinz Mahr (19/0) - Werner Michalka (66/3) | - Walter Mühldorfer (51/2) - Manfred Müller (1/0) - Michael Richthammer (40/0) - Herfried Ruhs (63/16) - Dieter Schwemmle (58/11) - Blagoje Slijepčević (47/2) - Josef Stadler (44/1) - Walter Ziegelmeier (57/1) |

### Trainer
- Karl Mai (1963–1964, 1970[1])
- Werner Bickelhaupt (1970)[1]
- Karl-Heinz Schmal (1970–1971)
- Hans Pilz (1971–1972)
- Horst Pohl (1976–1980), Spielertrainer
- Hans Cieslarczyk (1980–1981)
- Hans-Dieter Roos (1981)

## ESV-Stadion

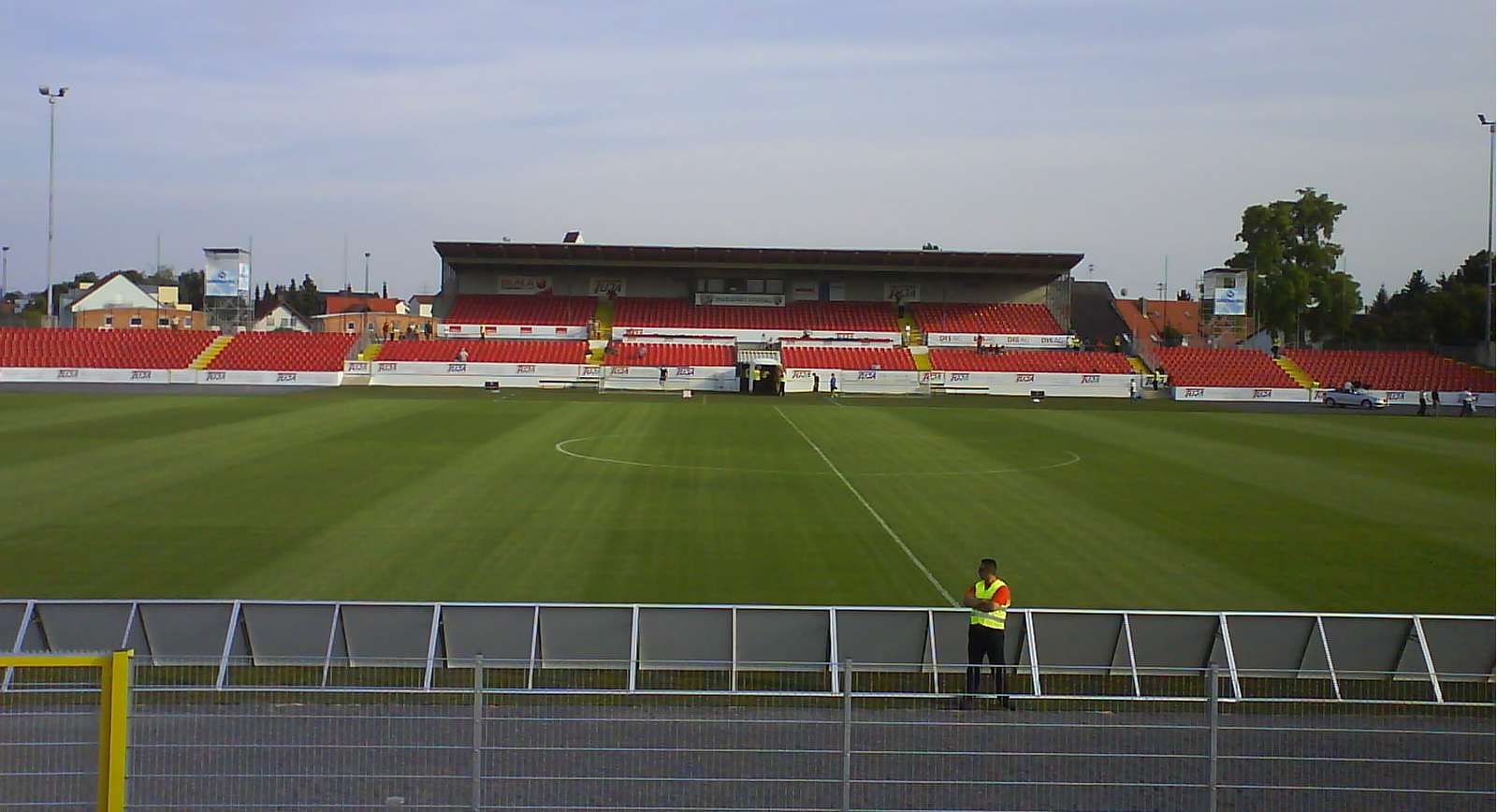
ESV-Stadion

Das Stadion wurde 1932 eröffnet, befindet sich in der Geisenfelder Straße 1 und hat eine Kapazität von 11.418 Plätzen.

## Handball

### Geschichte
1992 gründeten der ESV Ingolstadt und der TV 1861 Ingolstadt eine Spielgemeinschaft, die HG Ingolstadt. Die SG ist aktuell der größte Handballverein in Ingolstadt. Die größten Erfolge der Abteilung waren 2017 die Landesligameisterschaft Süd der Frauen und der damit verbundene Aufstieg in die viertklassige Handball-Bayernliga. Seit 2022 spielt die HG Ingolstadt zusammen mit der MBB SG Manching in der Spielgemeinschaft HC Donau/Paar.
Die Frauen des HC spielen 2023/24 in der Landesliga Süd und die Männer in der Bezirksoberliga Altbayern.

### Erfolge
| Männer - Aufstieg in die Bayernliga (4. Liga) 1982, 1986, 1996 - Südbayerischer Landesligameister 1996 - Südbayerischer Landesliga-Vizemeister 1982 - Nordbayerischer Landesliga-Vizemeister 1986 | Frauen - Aufstieg in die Bayernliga (4. Liga) 2017 - Südbayerischer Landesligameister 2017 - Südbayerischer Landesliga-Vizemeister 2015 - Altbayerischer Meister und Aufsteiger in die BLL 2023 |

## Floorball
Der ESV Ingolstadt stieg 2017 mit dem SV Nordheim als Donau-Floorball Ingolstadt/Nordheim in die 2. Floorball-Bundesliga auf. Seit der Saison 2021/22 treten sie als ESV Ingolstadt Schanzer Ducks an.
Bei der Deutschen Meisterschaft der U17-Junioren 2023 im Kleinfeld in Chemnitz erlangte der Verein zusammen mit dem SV Haunwöhr in einer SG den 3. Platz.